# Megastigmus melleus
Megastigmus melleus är en stekelart som beskrevs av Girault 1915. Megastigmus melleus ingår i släktet Megastigmus och familjen gallglanssteklar. Inga underarter finns listade i Catalogue of Life.